# Milvignes
Milvignes je obec v kantonu Neuchâtel na západě Švýcarska. Má přibližně 9 000 obyvatel.
Obec vznikla k 1. lednu 2013 sloučením obcí Auvernier, Bôle a Colombier. Její název odkazuje na největší vinici v kantonu, která vznikla sloučením těchto obcí.

## Geografie
Milvignes se nachází na severozápadním břehu Neuchâtelského jezera, jihozápadně od hlavního města kantonu, Neuchâtelu. Sousedními obcemi jsou Neuchâtel na severovýchodě, Boudry na jihu a Rochefort na západě.